# Clytorhynchus
A Clytorhynchus a madarak osztályának verébalakúak (Passeriformes) rendjébe és a császárlégykapó-félék (Monarchidae) családjába tartozó nem.

## Rendszerezés
A nembe az alábbi 5 faj tartozik:
- déli csónakcsőrű-légykapó (Clytorhynchus pachycephaloides)
- Fidzsi-szigeteki csónakcsőrű-légykapó (Clytorhynchus vitiensis)
- feketetorkú csónakcsőrű-légykapó (Clytorhynchus nigrogularis)
- Santa Cruz-szigeti csónakcsőrű-légykapó (Clytorhynchus sanctaecrucis)
- Rennell-szigeteki csónakcsőrű-légykapó (Clytorhynchus hamlinis)

## Külső hivatkozás
- Képek az interneten a nembe tartozó fajokról